# Kotusz (Polska)
Kotusz – wieś w Polsce, położona w województwie wielkopolskim, w powiecie grodziskim, w gminie Kamieniec. Miejscowość leży nad Środkowym Kanałem Obry.

## Nazwa
Po raz pierwszy wieś odnotowana została w łacińskim dokumencie z 1390 gdzie zapisano odmiejscowe nazwisko utworzone od nazwy wsi "Kotoweczszky". W 1395 odnotowano "Cotowsze", 1395 "Chothofwo", 1398 "Quothowsze", 1398 "Kachavcze", 1400 "Kothusze", 1401 "Cottowsze", 1404 "Cotowsz", 1407 "Kothoyeczsko", 1419 "Cothowsze", 1424 "Kothowyeczsko", 1428 "Kothowsche", 1429 "Cothowyeczsko", 1447 "Cothowyecz", 1461 "Cottowyecz", 1469 "Cothowszch", 1472 "Kothosz", 1472 "Kwothowsz", 1476 "Cothwsch", 1483 "Kothusch", 1520 "Cothvsch", 1581 "Kothus", 1597 "Kotusz".
XIX wieczny Słownik geograficzny Królestwa Polskiego odnotował niemiecką nazwę "Kotusch" jaką notowali ją Niemcy pod zaborami

## Historia
Miejscowość pierwotnie była związana z Wielkopolską. Istnieje co najmniej od drugiej połowy XIV wieku i ma średniowieczną metrykę. Prawdopodobnie jednak okolice miejscowości były zasiedlone już wcześniej niż odnotowały to zachowane zapisy historyczne. W wyniku badań archeologicznych znaleziono na terenie wsi skarb srebrny ukryty po 1016. Na północny zachód od wsi, około 1,5 km znajduje się średniowieczne grodzisko tzw. szwedzki szaniec.
Początkowo wieś należała do opola przemęckiego z siedzibą w Przemęcie, które było reliktem opola - przedpaństwowej wspólnoty rodowo-terytorialnej, a w późniejszym okresie stało się administracyjnym podokręgiem kasztelanii. W latach 1404-1409 wieś została odnotowana jako część tego opola. Miejscowość była początkowo własnością szlachecką należącą do lokalnej szlachty z rodu Kotowieckich, którzy od nazwy wsi przyjęli odmiejscowe nazwisko. W 1475 miejscowość leżała w powiecie kościańskim województwa poznańskiego w Koronie Królestwa Polskiego. Od 1581 należała do parafii Wilkowo Polskie.
W latach 1390-1428 właścicielem we wsi był Wilczek z Kotusza, zwany od nazwy wsi Kotowieckim, który został wymieniony w kilku dokumentach z XV wiecznych majątkowych procesów sądowych. Jego nazwisko notowano także w formie Kotowicki oraz Kotuwieski. W 1401 odnotowano jego siostrę, a w 1404 jego brata Jakusza. W 1395 Wilczek Kotowiecki, współporęczył za Piotra Raszkowskiego na sumę 25 grzywien. W latach 1400-1408 toczył proces z sołtyską Odzieszką żoną Jakuba sołtysa z Przeprostyni, właścicielką części wsi Karna, o którą ją pozwał. W latach 1404-1409 wraz z bratem Jakubem toczyli proces z Parzęczewskimi o rozgraniczenie Kotusza z Parzęczewem lub Ręcskiem, w którym opole przemęckie miało być czynne przy rozgraniczeniu, a przed woźnym sądu ziemskiego przekazało tę sprawę czterem wybrańcom ze wsi Wilkowo, Kluczewo i Żegrowo. Z powodu niestawiennictwa wsi, przynależnych do opola przemęckiego, zapłaciły one sądowi oraz dziedzicom Kotusza po 8 skudów kary. W 1405 Wilczek Kotowiecki wraz z bratem Jakubem toczyli proces z Wyszakiem, Tomaszem i Wojtkiem, dziedzicami z Parzęczewa o granice pomiędzy Kotuszem a Ręcskiem (obecnie to Reńsko). Woźny sądu ziemskiego zeznał, że ci ostatni dokonali przysięgi w tej sprawie oraz, że kopce graniczne powinny być poprawione w oznaczonym terminie. W 1406 Wilczek Kotkowiecki wraz z bratem Jakubem zapowiedzieli swoją dziedzinę Kotusz.
Miejscowość odnotowały również historyczne rejestry podatkowe. W 1563 miał miejsce pobór z trzech ł., karczmy dorocznej, wiatraka dorocznego, młyna zbożowego dorocznego o jednym kole walnym. W 1581 miał miejsce pobór od dwóch łanów, jednego łana opuszczonego, dwoch zagrodników, komornicy oraz od wiatraka dorocznego.
W XVIII w. wieś wraz z budynkami przeniesiono na prawa osady olęderskiej. Zachował się obszerny przywilej (wilkierz) dla osadników wystawiony 25 października 1729 r. przez Radomickich. W XIX i w I poł. XX w. Kotusz należał do Potworowskich z Parzęczewa.
Wskutek II rozbioru Polski w 1793, miejscowość przeszła pod władanie Prus i jak cała Wielkopolska znalazła się w zaborze pruskim. W okresie Wielkiego Księstwa Poznańskiego (1815-1848) miejscowość wzmiankowana jako Kotusz Olendry należała do wsi większych w ówczesnym pruskim powiecie Kosten rejencji poznańskiej. Kotusz Olendry należał do okręgu wielichowskiego tego powiatu i stanowił część majątku Parzęczew, którego właścicielem był wówczas Adolf Potworowski. Według spisu urzędowego z 1837 roku Kotusz Olendry liczył 132 mieszkańców, którzy zamieszkiwali 18 dymów (domostw). Według danych z końca XIX wieku Kotusz liczył 364 mieszkańców: 359 ewangelików i 5 katolików, zamieszkujących 53 domostwa.
Do 1945 r. miejscowość zamieszkała w większości przez ludność narodowości niemieckiej nosiła okupacyjną nazwę Treulande.
W latach 1975–1998 miejscowość administracyjnie należała do województwa poznańskiego. W 2011 roku Kotusz zamieszkiwały 234 osoby.
W miejscowości urodził się Tadeusz Jan Juja – polski ekonomista, doktor habilitowany nauk ekonomicznych związany z Uniwersytetem Ekonomicznym w Poznaniu.

## Zabytki

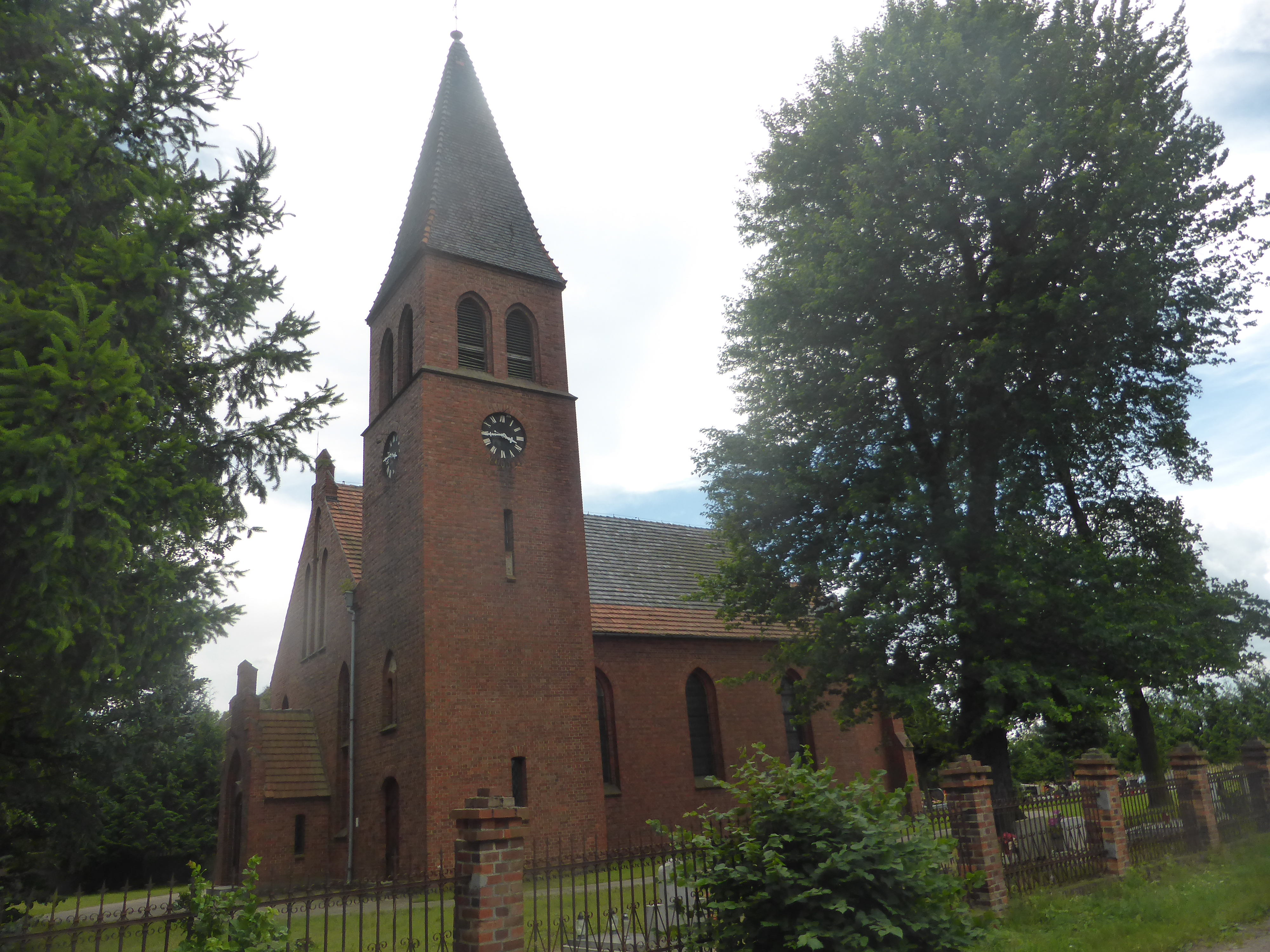
Kościół poewangelicki w Kotuszu

W Kotusz zachował się zespół zabytkowych obiektów ewangelickich:
- poewangelicki kościół Królowej Korony Polskiej (obecnie katolicki) z 1904 roku z cmentarzem przykościelnym, ogrodzeniem i bramą z początku XX wieku[12]
- cmentarz ewangelicki z poł. XIX wieku z kostnicą, ogrodzeniem i bramą[12].

Przez miejscowość przebiegają znakowane szlaki piesze:
- z Wilkowa Polskiego do Konojadu[5]
- z Ziemina do Książa Wielkopolskiego[5]